# Prosoeuzophera impletella
Prosoeuzophera impletella är en fjärilsart som beskrevs av Philipp Christoph Zeller 1881. Prosoeuzophera impletella ingår i släktet Prosoeuzophera och familjen mott. Inga underarter finns listade i Catalogue of Life.